# 野平健一
野平 健一（のひら けんいち、1923年2月2日 - 2010年7月5日）は、東京府出身の編集者。

## 経歴
中野区立桃園第二小学校、東京府立第六中学校（現：東京都立新宿高等学校）から第三高等学校文科丙類を経て、1942年9月、京都帝国大学文学部入学。1943年12月、大学の徴兵猶予を停止され学徒出陣し、三等水兵として横須賀市の武山海兵団に入隊。その後、海軍の飛行科予備学生となる。静岡県の大井海軍航空隊に所属し終戦。1945年10月、中尉として復員、京都大学に復学、1946年9月に卒業した。
1946年8月26日、応募700名中2名の被採用者として新潮社に入社（もう一人の被採用者は野原一夫）。『新潮』編集部に勤務。同年秋、太宰治の短篇『親友交歓』の原稿を読んだことがきっかけでその熱烈な愛読者となる。1ヵ月後より文芸編集者として太宰を担当。晩年の連載『斜陽』などを受け持つ。頭脳の明晰さから「カミソリノヒラ」と渾名された。この頃、新宿歌舞伎町の小料理屋「ちとせ」のマダムであった房子と出会い、結婚。房子は向島の料亭の娘で、一時作家の谷丹三の妻であった。太宰の小説「女類」はこの恋愛をモデルにしている。太宰の死の翌年に、田中英光（太宰に師事）が三鷹市にある墓前で自殺した際に、駆けつけ彼を病院へ運んだのも野平であった。
1955年12月、『週刊新潮』創刊に参与、1956年2月から同誌編集部に異動、特集部門を担当する。1964年4月から『週刊新潮』編集長になり、齋藤十一の補佐役を務め、激務をこなす。
1966年には、『週刊新潮』連載の梶山季之の小説『女の警察』によって刑法175条（猥褻物頒布）の容疑で略式起訴され、著者梶山と共に罰金5万円の有罪判決を受けたこともあった。なお同誌は民事訴訟もたびたび起こされている。
1973年、新潮社取締役。1981年、常務取締役。1992年3月、相談役となり第一線を退く。
2010年7月5日、老衰のため死去。87歳没。

## 著書
- 矢来町半世紀 太宰さん三島さんのこと、その他（新潮社、1992年）
- 西暦1999 続矢来町半世紀（私家版、1999年）
- 太宰治氏の大逆説 続々矢来町半世紀（私家版、2002年）

## 脚註
1. ↑  『文士風狂録』大川渉 筑摩書房 2005　p50
2. ↑  2006年の『週刊新潮 50周年記念誌』の回想インタビューでは、夫人が毎日の多忙で深夜帰宅が重なり激怒したこともあった。
3. ↑  野平健一氏（元週刊新潮編集長、新潮社顧問）死去 共同通信/47NEWS